# キューバン・マスティフ

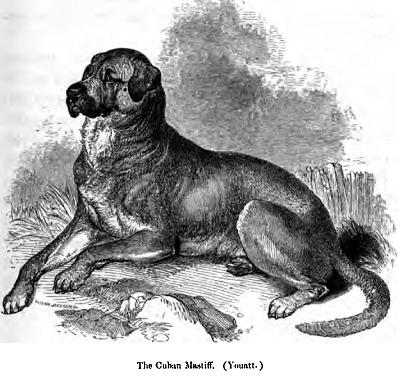
キューバン・マスティフ

キューバン・マスティフ（英: Cuban Mastiff）は、キューバ原産のマスティフ犬種である。別名はドゴ・キューバン（英: Dogo Cuban）、ドゴ・クバノ（英: Dogo Cubano）、キューバン・ブルマスティフ（英: Cuban Bullmastiff）。 

## 歴史
本種のもととなったのは、16世紀にスペイン人が原産地にもたらした、古いタイプのスパニッシュ・マスティフである。現在のスパニッシュ・マスティフは重量級の巨体に反して主人家族にはよく甘える、ちょっとしたギャップを持つ犬であるが、この当時のスパニッシュ・マスティフは非常に獰猛な性格で、人懐こさなど微塵も無い闘犬であった。この犬はキューバに「民族浄化」（実質的には民族根絶）を行なう目的で連れて来られ、コンキスタドールと呼ばれるスペイン人の僕（しもべ）となって多くのキューバ人を虐殺した。
キューバ人からはこれ以上に無く恐ろしい魔物として恐れられたスパニッシュ・マスティフではあったが、いつしか犬が魔物と化してしまうのはスペイン人の洗脳によるものであると考えるようになったサンタ・ハゴ修道院の修道士により、人を襲わないように「教育」する目的で飼育が行なわれるようになった。もちろんはじめのうちは「魔物」を神聖な場所で飼い慣らすことに猛反対する人のほうが多数派であり、飼育中に噛まれて大怪我を負う修道士もいた。だが、しっかりとした管理下で飼育・慣化が行なわれ、キューバの土着犬を掛け合わせることにより人を襲うほどの獰猛性が薄れ（しかし完全におとなしい性質になったわけではない）、キューバン・マスティフが誕生した。
尚、スパニシュ・マスティフを修道士が飼い慣らして新品種を生み出した理由については上で述べたものとは別の説も伝わっており、番犬として使うと明言しつつ、厳しい修道院での暮らしから一時的に逃れ、気晴らしをするために適度に慣化させ、別の闘犬種として作り変えたという説も存在する。ただし、どちらの説であれ、始めのうちは修道院やその近所で番犬として用いられていた。
番犬として名を馳せたキューバン・マスティフではあったが、血は争えず内に秘めた獰猛性と力強さを持っていたため、再びスペインからやってきた移民によって多くが買い取られ、正式に闘犬としても使われるようになった。修道院側はキューバン・マスティフを闘犬として使い、他者の血を浴びるようなことに使うことを忌み嫌って使用を反対したがそれは聞き入れられず、これをきっかけに番犬として使うタイプの犬と、闘うためにより強く改良された闘犬タイプの犬の分化が起こった。
番犬タイプの犬も闘犬タイプの犬も、この他に食用の牛を管理する牧牛犬として働くことがあった。後ろから牛群を追い詰めたり、リーダー格の牛に攻撃をけしかけてコントロールしたりして移動させた。この牛の追い方はモロサス系の犬種によく見られる方法である。闘犬種にしては使役の飲み込みがまあまあよいほうであるとも言われていたが、闘犬タイプの犬が牛追いをしたとき、あまりに屈強な牛に腹を立てて本気で攻撃をしてしまい、牛に重傷を負わせてしまうことも時々あった。
1830年代に本種のつがいがイギリスのロンドン動物園に寄贈され、原産国外で初めて外部の目に触れることになった。その後キューバでの本種のイメージが向上し、1912年代からはタバコに入れられるカードに本種のイラストがプリントされ、販売されるようになった。しかし、1920〜30年代頃になると外国から輸入されたアメリカン・ブルドッグやオールド・イングリッシュ・ブルドッグ、ブルマスティフなどと無計画な雑交配が頻繁に行われるようになって純血の犬が激減し、絶滅寸前になってしまった。愛好家は本種の絶滅を防ぐためにブリーディングの体制を固め、残り少ない純血の犬をキューバ中から探し回って繁殖を進めたが、情勢が不安定になり内乱が起こるようになると計画を中断せざるを得なくなってしまった。やっと情勢が安定してきた頃にはもう既に手遅れで、純血の犬は全て死に絶え絶滅してしまった。
犬種としては姿を消したが、現在もキューバには本種の血を引くワーキング・ドッグが生存している（頭数についてははっきりとは分かっていない）。

## 特徴
既出の通り、本種には番犬タイプと闘犬タイプの2つの系統が存在する。番犬タイプは少し細身で、サイズも闘犬タイプより小さい。性格は闘犬タイプに比べると、やや大人しい。闘犬タイプは番犬タイプよりもかなりがっしりした体格で、サイズもそれより大きくより獰猛な性格である。しかし、これ以外の容姿や性格、基本ステータス等はどちらの系統も同じである。
筋骨隆々だが引き締まった体つきをしていて、脚が長い。頭の大きさは他の闘犬種に比べると小さめで、顔にはしわが刻まれている。マズルはつぶれていないが短めで、アゴの力は強靭である。上唇は下アゴを隠す程度の長さに伸びていて、少しデューラップ（のど下のたるみ）もある。首は長く太く、胸は広い。耳は垂れ耳、尾は飾り毛の少ないサーベル形の垂れ尾。皮膚のたるみは顕著ではないが、引っ張るとよく伸びる。これは闘犬として犬や牛と戦った際、体に噛み付かれても身をよじって逃げ出したり、ダメージを軽減するために備わっているもので、「伸縮性の鎧」といっても過言ではない。この特徴はブルドッグ犬種や他のマスティフ種などにも備わっている。コートは硬いスムースコートで、毛色はフォーンやウルフグレーなどの単色に、マズルと耳が黒い「ブラックマスク」というマーキングが入ったものなど。大型犬サイズで、性格は基本的に忠実であるが、勇敢で防衛本能が高い。飼育の際にはしっかりとして訓練が欠かせなかった。走るのはあまり速くないが、力強く集中力があり、どんなことでも与えられた仕事は粘り強くこなしていた。